# Sjors Paridaans
Sjors Paridaans (Veldhoven, 23 januari 1986) is een Nederlands voetballer die als verdediger speelt.
Hij doorliep de jeugdopleiding van RKVVO en PSV en speelde voor Fortuna Sittard, FC Eindhoven,
FC Emmen en opnieuw FC Eindhoven. Hij speelde van 2013 tot 2016 voor Berchem Sport en vervolgens voor KFC Turnhout. Vanaf medio 2018 komt Paridaans uit voor VV UNA.

## Carrière
| Seizoen | Club            | Wedstrijden | Doelpunten | Competitie     |
| ------- | --------------- | ----------- | ---------- | -------------- |
| 2006/07 | Fortuna Sittard | 20          | 0          | Eerste Divisie |
| 2007/08 | Fortuna Sittard | 5           | 0          | Eerste Divisie |
| 2007/08 | FC Eindhoven    | 14          | 0          | Eerste Divisie |
| 2008/09 | FC Eindhoven    | 36          | 4          | Eerste Divisie |
| 2009/10 | FC Emmen        | 27          | 2          | Eerste Divisie |
| 2010/11 | FC Emmen        | 3           | 0          | Eerste Divisie |
| 2010/11 | FC Eindhoven    | 23          | 2          | Eerste Divisie |
| 2011/12 | FC Eindhoven    | 22          | 2          | Eerste Divisie |
| 2012/13 | FC Eindhoven    | 13          | 1          | Eerste Divisie |
| 2013/14 | Berchem Sport   | 0           | 0          | Derde klasse   |
| Totaal  |                 | 163         | 11         |                |